# Tiempo de revancha
Tiempo de revancha è un film argentino del 1981 diretto da Adolfo Aristarain.